# 崙背鄉
23°45′38.7″N 120°21′14.1″E / 23.760750°N 120.353917°E
崙背鄉（詔安腔客拼：Lun bue^ hiongˇ）位於臺灣雲林縣西北部，北隔濁水溪與彰化縣大城鄉相望，西接麥寮鄉，東臨二崙鄉，南隔新虎尾溪與虎尾鎮、土庫鎮、褒忠鄉相鄰。鄉內約有四成詔安客家人，主要居住在東半部，是雲林縣唯一的客家重點發展地區，地方通行語為臺語偏泉腔及台灣客家語詔安腔。
崙背鄉早年由於地處交通要衝，有省道台19線、縣道154甲線與156號交會，曾為雲林縣西部商業中心，其腹地有崙背、麥寮、二崙、褒忠等四地，有「小上海」之稱。後因交通環境改變、人口外移，商業機能降低。經濟產業以農業為主，有出產大量洋香瓜，同時亦為臺灣重要的酪農專區之一。

## 人口
根據雲林縣西螺戶政事務所統計，2024年底崙背鄉戶數約8.9千戶，人口約2.3萬人，鄉內人口最多與最少的村分別是南陽村與枋南村，2024年底兩村人口分別為2,721人與781人。

## 政治

### 歷任首長
| 任次 | 姓名   | 備註 |
| ---- | ------ | ---- |
| 1    | 廖清連 |      |
| 2    | 吳明通 |      |
| 3    | 吳明通 |      |
| 4    | 李來枝 |      |
| 5    | 李來枝 |      |
| 6    | 林永瀧 |      |
| 7    | 李來枝 |      |
| 8    | 廖文得 |      |
| 9    | 溫同   |      |
| 10   | 林明和 |      |
| 11   | 林明和 |      |
| 12   | 李合同 |      |
| 13   | 李合同 |      |
| 14   | 李慶隆 |      |
| 15   | 李泓儀 |      |
| 16   | 李永茂 |      |
| 17   | 李永茂 |      |
| 18   | 李泓儀 |      |
| 19   | 李泓儀 | 現任 |

### 鄉政組織
崙背鄉公所是崙背鄉最高層級的地方行政機關，在中華民國政府架構中為鄉自治的行政機關，同時負責執行縣政府及中央機關委辦事項，崙背鄉的自治監督機關為雲林縣政府。鄉長由全體鄉民直接選舉產生，任期為四年，可連選連任一次。崙背鄉公所並置鄉政會議，為鄉政最高決策機構，在鄉長之下，設有5課4室等9個內部單位及5個附屬機關。
崙背鄉民代表會是崙背鄉的最高民意機關，代表崙背鄉全體鄉民立法和監察鄉政。鄉民代表由公民直選選出，任期為四年，可連選連任。崙背鄉民代表會共有11位鄉民代表，分別為第一選區3席鄉民代表、第二選區3席鄉民代表、第三選區2席鄉民代表、第四選區3席鄉民代表，主席、副主席由11位鄉民代表互選產生。

### 行政區
- 豐榮村 (豐榮)

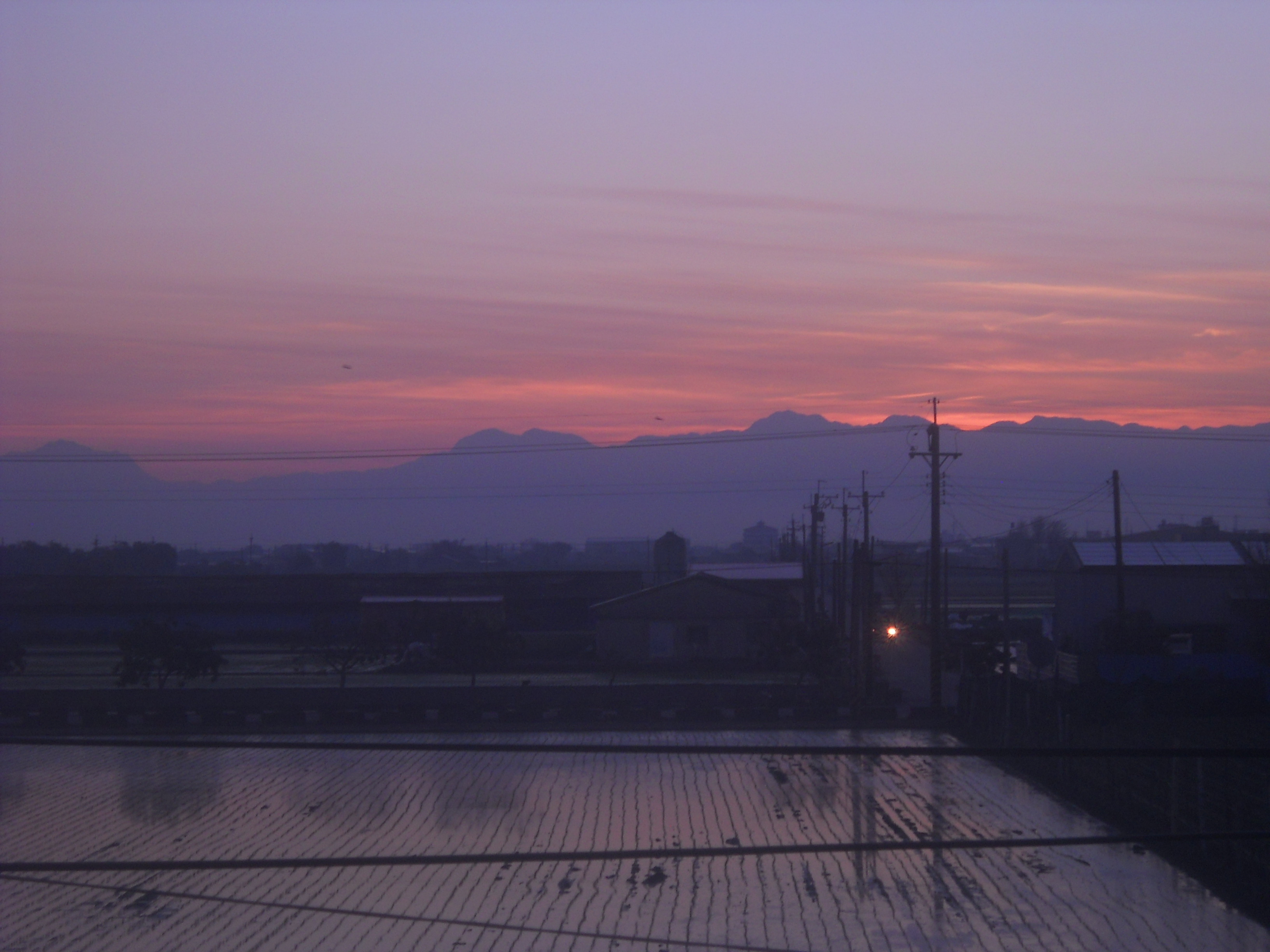
崙背鄉間的日出

舊稱貓兒干，是平埔族的名稱，豐榮國小校區。位於本鄉西北，東臨舊庄村。南面為大有村。是各村中人口與面積最大者。包括豐榮及其附屬聚落。
- 水尾村 (水尾)

陽明國小位在此村。位於本鄉東北。包括水尾、頂街子、下街子、田底等聚落。西臨舊庄村。主要族群為鍾姓的詔安客家人。每年都會舉辦特殊的「著年（台語）」活動，以12年為單位輪值向西螺媽祖進香。
- 枋南村 (崩溝寮)

陽明國小校區。位於本鄉東北。南接西榮村。西北則為水尾村。包括枋南(崩溝寮)和新庄。主要族群為鍾姓的詔安客家人。
- 大有村 (大有)

大有國小所在地。位於本鄉西南。包括大有等聚落。主要族群為閩南人。
- 五魁村 (五塊厝)

位於本鄉中央偏南。包括五塊厝等聚落。主要族群為許姓、林姓的閩南人。
- 阿勸村 (阿勸)

位於本鄉南面。包括阿勸、塩園、下店子、中厝。主要族群為閩南人。
- 舊庄村 (舊庄)

中和國小校區。位於本鄉中央偏北。包括舊庄、頂厝、下竹圍（竹茂）等聚落，主要族群為閩南人。
- 草湖村 (草湖)

中和國小校區。位於本鄉中央偏北。在舊庄村的北面，中和國小位於此處，主要族群為閩南人。
- 港尾村 (港尾)

東興國小校區。位於本鄉東南。主要族群為張廖的詔安客家人，因此也是西螺七崁的其中一崁（土庫鎮新庄以前就在此崁內，後來退出）。羅厝、崙前、港尾三個緊鄰崙背市區的村同為民代表會的第二選區。
- 崙前村 (崙背)

位於本鄉東南。即崙背市區之南，舊時在崙背國中一帶有一沙崙，故南面為崙前，北面為崙背。隨市街發展，沙崙已消失，崙背和崙前的界線也逐漸消失。
- 羅厝村 (羅厝)

東興國小所在地。位於本鄉東南。東南以東興國小為界港尾村相鄰，與台19縣道、156縣道、154甲、皆經過此處，為交通重地，主要族群為李姓的詔安客家人。崙背鄉內最大、也是唯一的大型觀光牧場千巧谷牛樂園即在此處。
- 西榮村 (崙背)

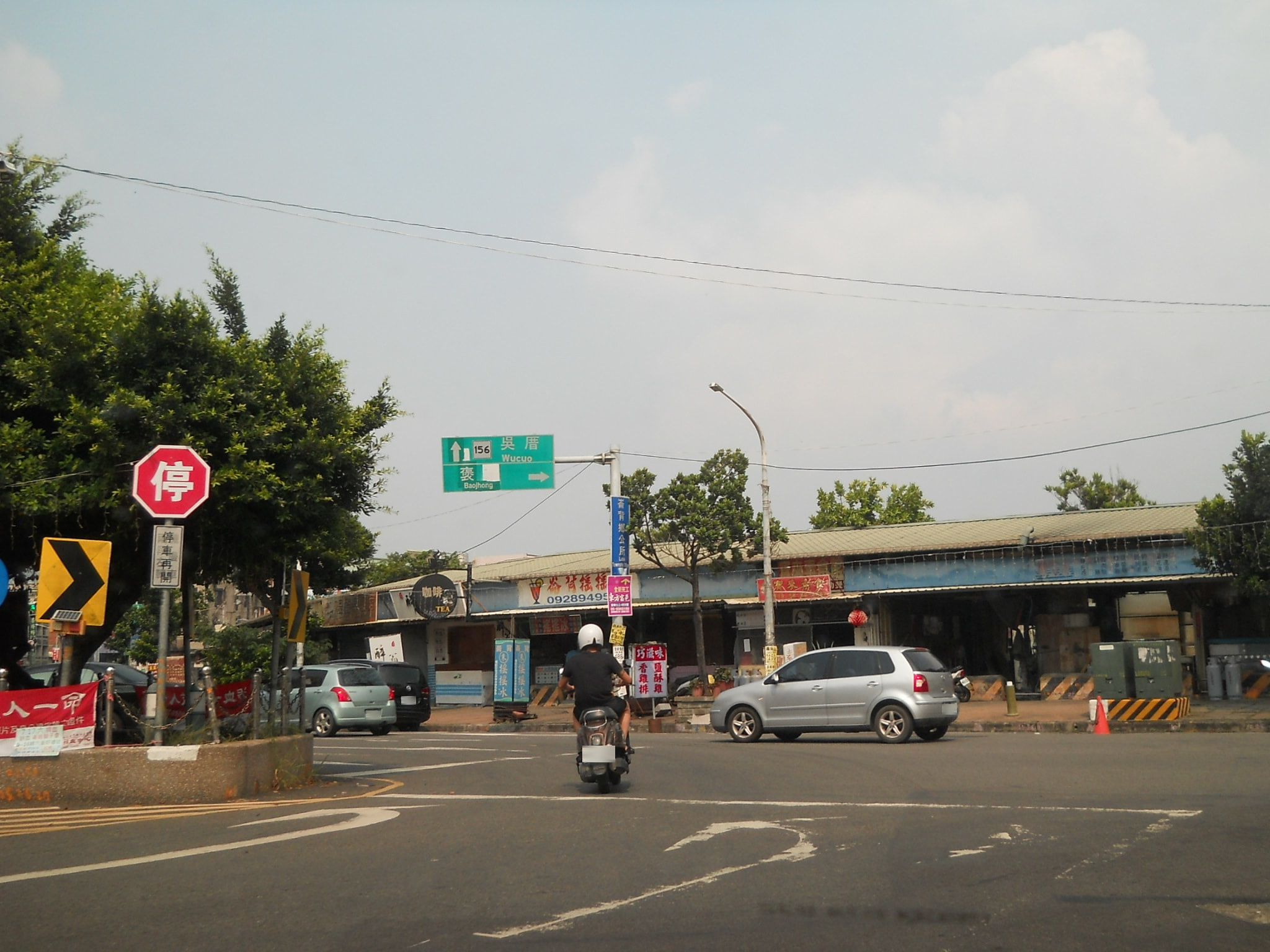
崙背市區一景，位於南陽村與東明村交界處的崙背圓環

崙背市區三村之一，位居市區西北，崙背國小校區。除市區外，此村也包含市區西北的一大塊田地區域，主要族群為李姓的詔安客家人和閩南人。
- 東明村 (崙背)。

崙背市區三村之一，位居市區東，崙背國小校區。鄉公所和許多設施的所在地。主要族群為李姓的詔安客家人和閩南人。
- 南陽村 (崙背)

崙背市區三村之一，位居市區南，崙背國小校區。主要族群為李姓的詔安客家人和閩南人。崙背國小、崙背國中皆位於此村。因為較晚發展，市街呈格子狀。

## 經濟

### 農業
- 以生產洋香瓜、苦瓜、番茄、稻米、落花生、大蒜、飼料玉米、青椒、甜豌豆、西瓜等農作物為大宗
- 乳牛: 設置酪農業專區

### 工業
- 褒忠產業園區[19] [20]：（褒忠鄉境內）位於崙背市區西南方約4公里。

### 金融機構
- 京城銀行崙背分行
- 中華郵政崙背郵局
- 崙背鄉農會信用部

## 文化

### 信仰
- 崙背教會，舊名崩溝寮教會，位於崙背市區西側，為崙背鄉之基督信仰中心，由西螺教會分設，設立至今已有122年歷史，為雲林少數百年教會之一。

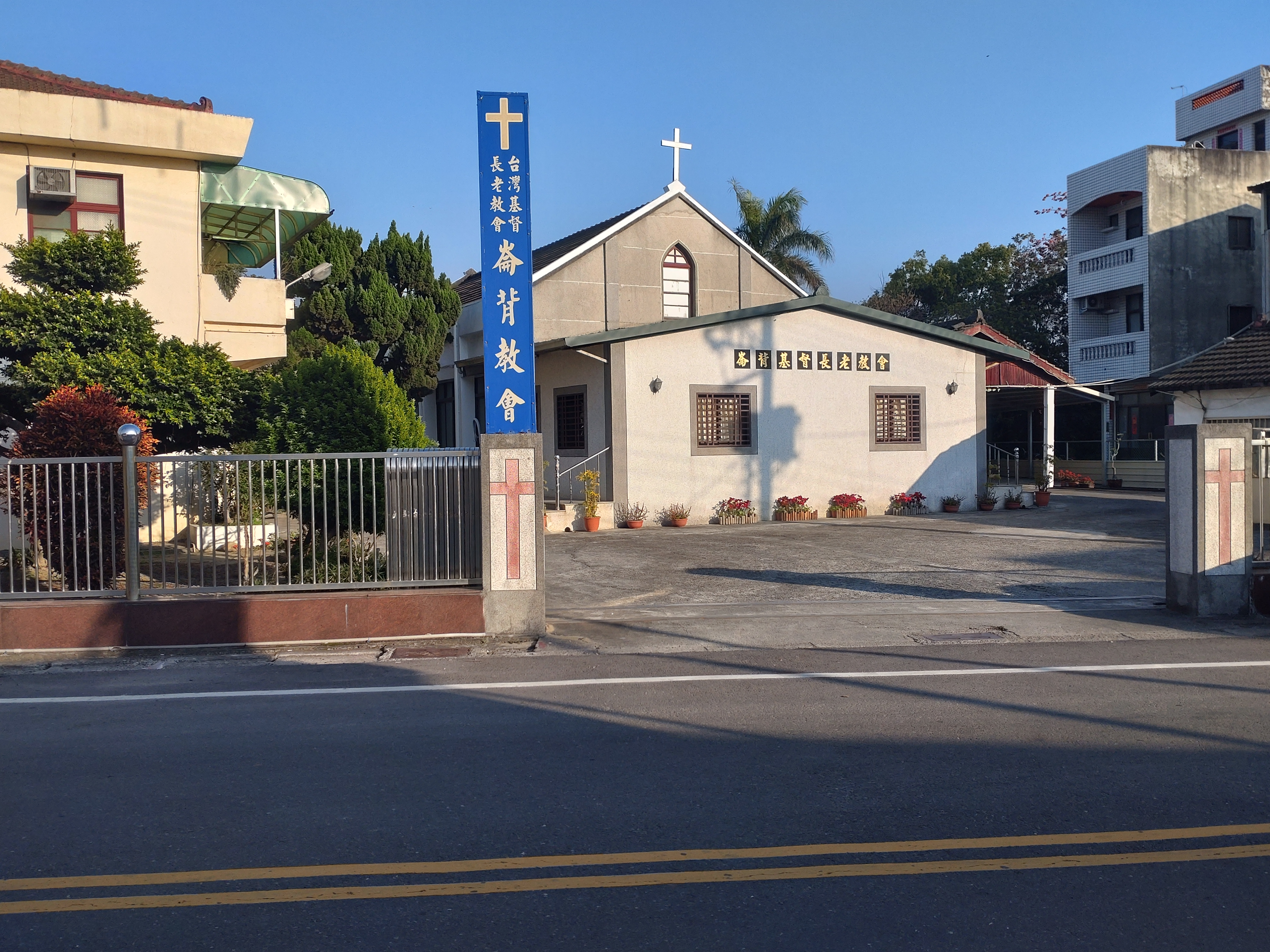
崙背教會禮拜堂，位於大同路上

- 崙前順天宮
- 崙背奉天宮
- 新庄開山宮
- 崙背天衡宮
- 水汴頭崇賢寺
- 開路地藏王廟

### 語言
崙背西半部和中央地區講臺語，東半部講詔安客語。其中客語分佈以枋南村、港尾村等地最為集中，但仍以家庭使用為主，且日漸式微，公眾場合仍以臺語、華語為共同語。此外，崙背國小的鄉土語言課程是低年級教客語、高年級教臺語。

### 節慶
- 天穿日
- 客家桐花祭：客庄十二大節慶之一。
- 崙背洋香瓜🍈文化節
- 雲林-詔安客家文化節：客庄十二大節慶之一。
- 水汴頭社區隘丁寮燈火節
- 崙背鄉是布袋戲的故鄉，布袋戲大師廖來興、李慶隆世世代代居住於此，有名的五洲園、隆興閣與五隆園，都是起源於崙背鄉。[23]

## 教育

### 國民中學
- 雲林縣立崙背國民中學

### 國民小學
- 雲林縣崙背鄉崙背國民小學：位於南陽村
- 雲林縣崙背鄉中和國民小學：位於草湖村
- 雲林縣崙背鄉陽明國民小學：位於水尾村
- 雲林縣崙背鄉大有國民小學：位於大有村
- 雲林縣崙背鄉東興國民小學：位於羅厝村
- 雲林縣崙背鄉豐榮國民小學：位於豐榮村

### 幼稚園
- 崙背鄉立托兒所
- 崙背國小附設幼兒園

## 交通

### 高速鐵路
- 高鐵雲林站：（虎尾鎮境內）位於崙背市區東南方約6公里。

### 公路
- ，台19線，大同路。往北可前往油車，舊台19為今南昌路、南光路。
- ，縣道154號，由豐榮至新庄一帶。東可到橋頭，西可到油車
  - ，縣道154甲線，由崙背圓環起。為正義路。可前往二崙等地。
- ，縣道156號，中山路。經崙背市區、塩園、五塊厝、大有等地，東可到麥寮、六輕。

### 公車資訊
- 統聯客運
  - 1636 臺北－西螺－四湖鄉
  - 1637 臺北－西螺－林厝寮－四湖鄉
  - 7002 四湖－臺北市
- 日統客運
  - 7011 斗六－六輕
  - 7012 西螺－麥寮
- 臺西客運
  - Y02 台灣好行北港虎尾線
  - 7101 虎尾－麥寮－雲林長庚醫院
  - 7103 斗南－麥寮
  - 7104 虎尾－麥寮
  - 7112 虎尾－下街－麥寮
  - 7114 西螺－四湖
  - 7136 西螺－二崙－北港
  - 7701 嘉義－麥寮（與嘉義客運聯營）
  - 9016 臺中車站－四湖（與台中客運聯營）
- 嘉義客運
  - 7701 嘉義－麥寮（與臺西客運聯營）
- 台中客運
  - 9016 臺中車站－四湖（與臺西客運聯營）

## 旅遊
- 詔安客家文化館
- 崙背分駐所宿舍群
- 貓兒干生態教育農園
- 千巧谷牛樂園牧場
- 欣昌錦鯉養殖場
- 老土藝術工作坊
- 悠紙生活館
- 崙背港尾開口獅藝術信箱
- 酪農專區
- 民俗台灣風物工作室
- 七嵌客家鐵馬道
- 崙背夜市

## 美食
- 千巧谷烘焙工場
- 阿火肉圓
- 曾記屋
- 蜜茶站
- 九天茶
- 瓜瓜餅

## 特產
- 洋香瓜
- 鮮乳
- 錦鯉

## 外部連結
- 崙背鄉公所 （页面存档备份，存于）
- 崙背鄉公所的Facebook專頁